# Požár Třeboně (1618)
Požár Třeboně v roce 1618 zachvátil a zničil část tohoto jihočeského města. 
K požáru došlo dne 13. dubna 1618, hned na začátku Třicetileté války. Vyhořela při něm značná část města; zničena byla radnice, dále Hradecká brána, přestavěná právě na počátku 17. století a dalších 83 domů. Zničen byl např. dům na rohu Březanovy ulice a Masarykova náměstí, kde vyrostl již v roce 1623 tzv. Vratislavský dům, nebo renesanční dům v Husově ulici, na jehož místě vyrostl nový dům barokní, dnes památkově chráněný.
Obnova města po ničivém požáru probíhala jen velmi pomalu, neboť i nadále zuřila válka. Přes Třeboň navíc často procházela různá vojska. Část lidí Třeboň opustila, obydleno zůstalo jen něco okolo padesáti domů. Zanechány svému osudu byly také rybníky. Finance pro opravy sbírali místní v okolních obcích a městech.